# Abyssocomitas kurilokamchatica
Abyssocomitas kurilokamchatica é uma espécie de gastrópode do gênero Abyssocomitas, pertencente a família Pseudomelatomidae.